# Piedras de Afilar
Piedras de Afilar ist eine Ortschaft in Uruguay.

## Geographie
Piedras de Afilar befindet sich auf dem Gebiet des Departamento Canelones in dessen Sektor 8. Der Ort liegt wenige Kilometer nördlich der Küste des Río de la Plata und der dortigen Küstenorte Santa Lucía del Este und Biarritz. In nördlicher Richtung ist Capilla de Cella gelegen. Wenige Kilometer westnordwestlich befindet sich der Cerro Piedras de Afilar.

## Infrastruktur
Piedras de Afilar liegt an der Eisenbahnlinie Montevideo – Punta del Este. Unweit östlich des Ortes verläuft die Ruta 70.

## Einwohner
Die Einwohnerzahl von Piedras de Afilar beträgt 132. (Stand: 2011)
| Jahr | Einwohner |
| ---- | --------- |
| 1963 | 114       |
| 1975 | 111       |
| 1985 | 106       |
| 1996 | 101       |
| 2004 | 93        |
| 2011 | 132       |

Quelle: Instituto Nacional de Estadística de Uruguay